# Ophiolechia
Ophiolechia is een geslacht van vlinders van de familie tastermotten (Gelechiidae).

## Soorten
- O. acuta Sattler, 1996
- O. allomorpha Sattler, 1996
- O. arida Sattler, 1996
- O. contrasta Sattler, 1996
- O. crassipenis Sattler, 1996
- O. divisa Sattler, 1996
- O. marginata Sattler, 1996
- O. ophiomima Sattler, 1996
- O. ophiomorpha (Meyrick, 1935)
- O. pertinens (Meyrick, 1931)
- O. semiochrea Sattler, 1996
- O. spinifera Sattler, 1996
- O. stulta Sattler, 1996
- O. triangula Sattler, 1996